# أغبلاغ كورانلو
أغبلاغ كورانلو (بالفارسية: آغبلاغ کورانلو) هي منطقة سكنية تقع في Charuymaq-e Jonubesharqi Rural District في إيران. يقدر عدد سكانها بـ 637 نسمة .